# Петровский сельсовет (Воскресенский район)
Петровский сельсовет — упразднённая административно-территориальная единица, существовавшая на территории Московской губернии и Московской области в 1923—1954 годах.
Петровский сельсовет был образован в 1923 году в составе Спасской волости Бронницкого уезда Московской губернии.
По данным 1926 года в состав сельсовета входил 1 населённый пункт — село Петровское.
В 1929 году Петровский с/с был отнесён к Воскресенскому району Коломенского округа Московской области.
14 июня 1954 года Петровский с/с был упразднён, а все его территория передана в Гостиловский с/с.